# Nyctibatrachus sanctipalustris
Espèce
Statut de conservation UICN

 EN B1ab(iii) : En danger
Nyctibatrachus sanctipalustris est une espèce d'amphibiens de la famille des Nyctibatrachidae.

## Répartition
Cette espèce est endémique de l'État du Karnataka en Inde. Elle se rencontre à environ 1 200 m d'altitude dans les Ghâts occidentaux,.

## Publication originale
- Rao, 1920 : Some South Indian batrachians. Journal of the Bombay Natural History Society, vol. 27, p. 119-127 (texte intégral).